# Ata, Yenimahalle
Ata Mahallesi es un barrio del distrito de Yenimahalle de la provincia de Ankara .
El nombre del barrio fue determinado por decisión de los vecinos del barrio por un referéndum. Significa de la palabra es antepasado.
Aunque no hay barrio en el, está entrelazado con el barrio de Eryaman, que es el distrito de Etimesgut.

## Información de Infraestructura y Transporte
Hay muchas cooperativas y asentamientos en el barrio.
Los autobuses EGO salen de la estación de metro Eryaman 1-2 hacia el vecindario. También hay un autobús EGO desde el centro del distrito de Sincan. Los minibuses locales conectados a la estación de Eryaman también salen de Ulus.

## Población
La población actual es de 28.807 personas. 14.253 de ellos son hombres (49,5%) y 14.554 de ellos son mujeres (50,5%)

## Población de Ata Mahallesi por años, Ankara Yenimahalle[3]
| Años | Nombre del distrito | Población total |
| ---- | ------------------- | --------------- |
| 2021 | ATA MAHALLESİ       | 28.807          |
| 2020 | ATA MAHALLESİ       | 28.223          |
| 2019 | ATA MAHALLESİ       | 27.264          |
| 2018 | ATA MAHALLESİ       | 24.184          |
| 2017 | ATA MAHALLESİ       | 22.996          |